# Temple protestant d'Uzès
Le temple protestant d'Uzès est un lieu de culte situé 6 avenue de la Libération, à Uzès, dans le Gard.  La paroisse est membre de l'Église protestante unie de France.

## Histoire
Lors de la Renaissance, la Réforme protestante se diffuse dans la région. Des prédicateurs comme Guillaume Farel et Mauget animent des réunions clandestines. En 1543, l'évêque d'Uzès Jean de Saint-Gelais adhère au protestantisme. Il est suivi par ses paroissiens. En 1565, le roi de France Charles IX élève le comte de Crussol au titre de duc afin de s'assurer du loyalisme de ce dernier à la couronne catholique. En 1567, un temple protestant est construit dans l'ancienne rue de l'Olme Saint-Julien.
Pendant les guerres de Religion, Uzès est une importante place forte protestante, la cinquième ville réformée de France. En 1627, pendant le Siège de La Rochelle (1627-1628), Henri de Rohan, gendre de Sully, est nommé à Uzès généralissime des Églises réformées.
En 1685, le roi absolu Louis XIV révoque par l'édit de Fontainebleau l'édit de Nantes établi par son grand-père Henri IV. Le temple est détruit. L'élite protestante s'exile dans les pays du Refuge, comme l'apothicaire Moïse Charras (1618-1698), l'écrivain Firmin Abauzit (1679-1767), l'imprimeur Pierre Coste (1668-1747). Ceux qui restent dissimulent leur foi - c'est période du Désert, marqué par les persécutions et les dragonnades. Pour favoriser les conversions, la Contre-Réforme catholique favorise l'implantation de congrégations religieuses, comme les frères franciscains de l'ordre de l'Observance, appelés Cordeliers, qui établissent un couvent à Uzès. Pendant la guerre des Cévennes, le camisard Abraham Mazel est assassiné sur le territoire de la commune, en 1710 au mas de Couteau. 
À la Révolution française, la Déclaration des droits de l'homme et du citoyen de 1789 redonne la liberté de culte aux protestants. Les congrégations religieuses sont dissoutes quelque temps plus tard, et le couvent des Cordelier d'Uzès est désaffecté. Il est racheté par la communauté réformée en 1791. L'acte notarié est signé par maître Gide, l’arrière grand-père de l’écrivain André Gide.
La paroisse rassemble plusieurs villages de l'Uzège et gère également un cimetière protestant.

## Architecture

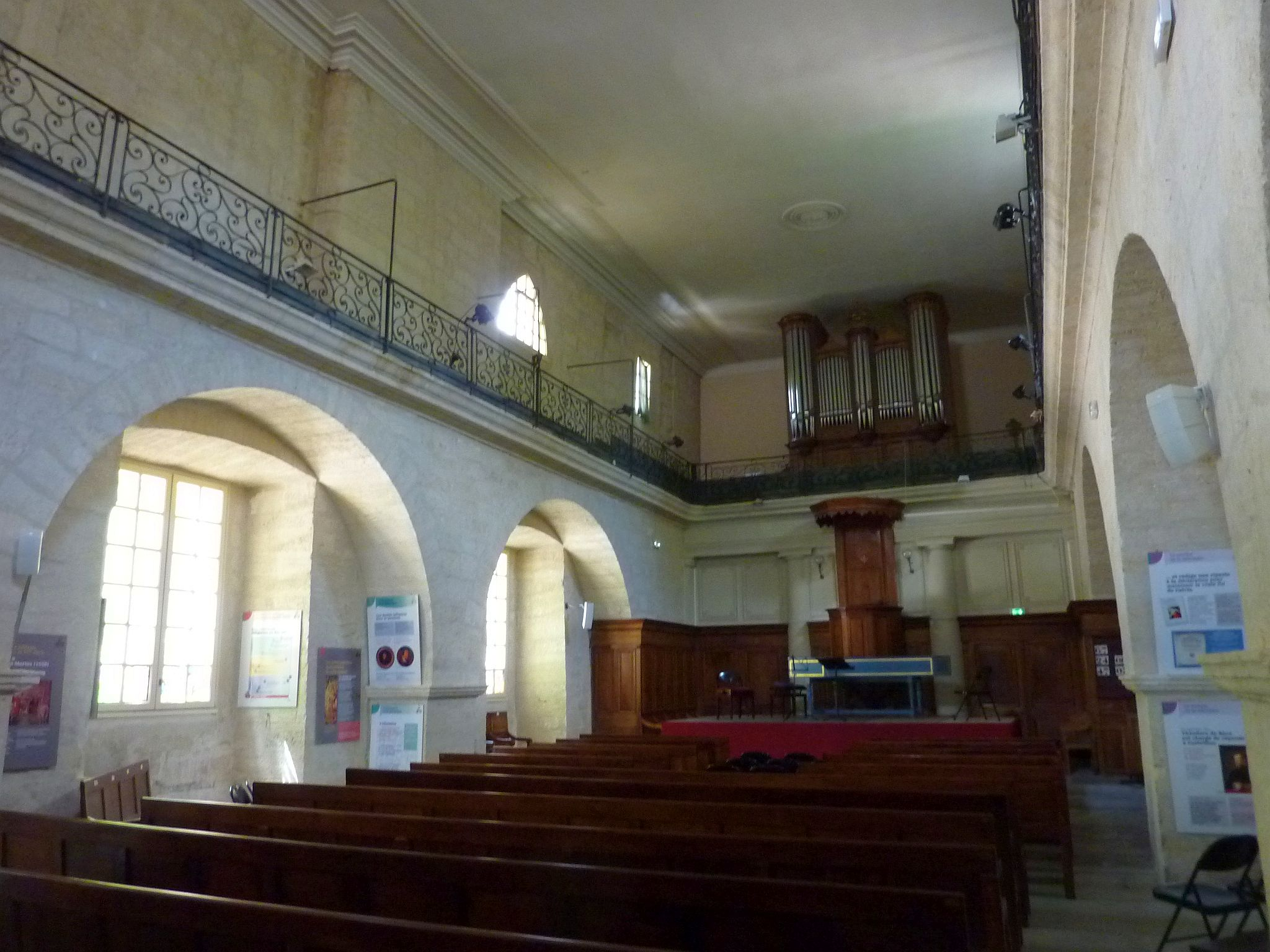
Intérieur du temple protestant d'Uzès, en 2017.

L'édifice est une salle à plan rectangulaire, avec un clocher. L'orgue est placé au-dessus de la chaire, et de la table de communion, dans l'axe de la nef. Des arcades de part et d'autre soutiennent une galerie haute.

## Protestants d'Uzès notables
- Charles Gide (1847-1932), économiste et enseignant français ;
- Maurice Agulhon (1926-2014), historien français ;
- André Bernardy (1901-1986), historien local français ;
- Abel Brunier (1572-1665), médecin et botaniste français ;
- Auguste Fabre (1839 - 1922), entrepreneur protestant ;
- Charles Fauvety (1813-1894), philosophe ;
- Jean Mercier (1520-1570), théologien protestant et linguiste hébraïsant français ;
- Matthieu Merle (1548-1587), capitaine huguenot.